# Zdenko Verdenik
Zdenko Verdenik est un footballeur et entraîneur de football slovène né le 2 mai 1949 à Ptuj en Yougoslavie (auj. en Slovénie).

## Biographie
Il entraîne plusieurs clubs en Slovénie, en Autriche et au Japon.
Il officie comme sélectionneur de l'équipe de Slovénie de 1994 à 1997.

## Palmarès
- Champion de Slovénie en 1995 avec l'Olimpija Ljubljana
- Vainqueur de la Supercoupe de Slovénie en 1995 avec l'Olimpija Ljubljana